# Музыка Египта

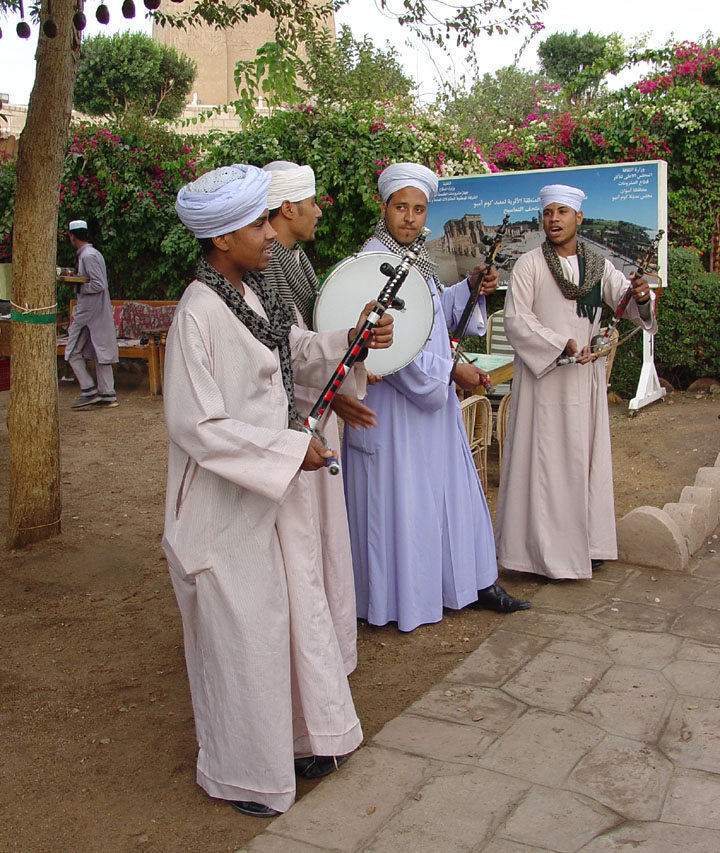
Египетские музыканты

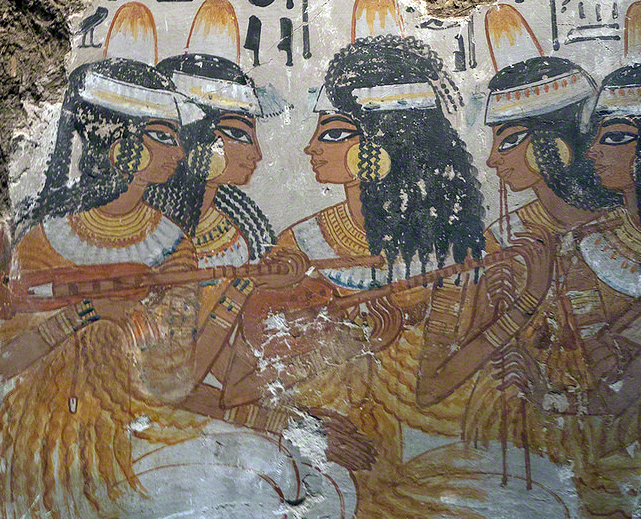
Лютня и двойчатка — рисунок из гробницы Небамона, ок. 1350 год до н. э.

Музыка Египта является одной из ветвей арабской музыки, берущей начало от культуры Древнего Египта.
Традиционная египетская музыка разнообразна по жанрам — это трудовые (в том числе рыболовные), лирические («мауали»), свадебные, похоронные, песни на день рождения («сабу»), танцевальные песни с аплодисментами («каф-аль-араб»), а также присущие Древнему Египту эпические песни-сказания.

## Древний Египет
Мелодика песен Нижнего Египта основана на 7-ступенчатых звукорядах, включающей микротоновую музыку Верхнего Египта — опираясь преимущественно на пентатонику. Традиционные музыкальные инструменты включают мизмар (подобный лютне), духовые арґуль (двойной кларнет) и различные флейты (саламийя), барабаны (дарабука, хока, табл, баллады) и бубен (рикки).

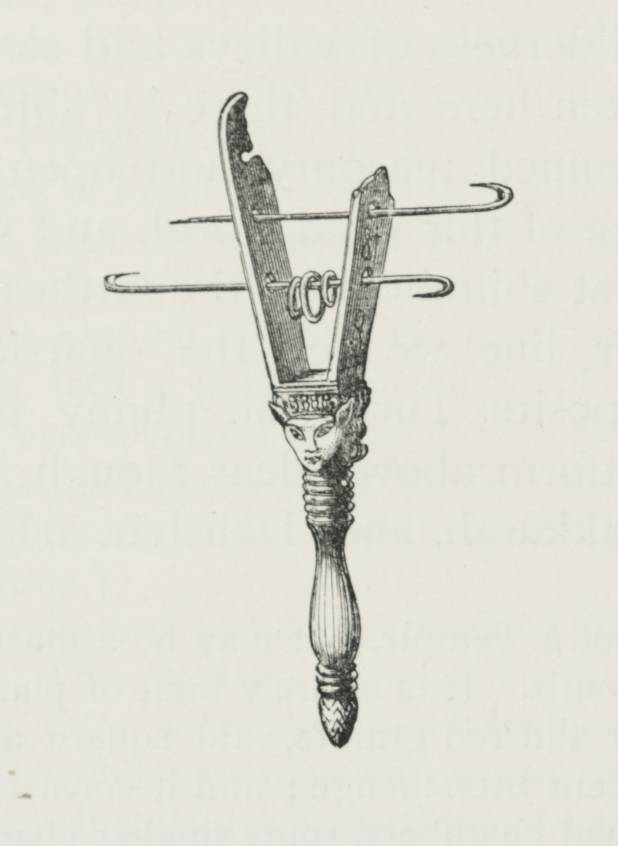
Сломанный систр
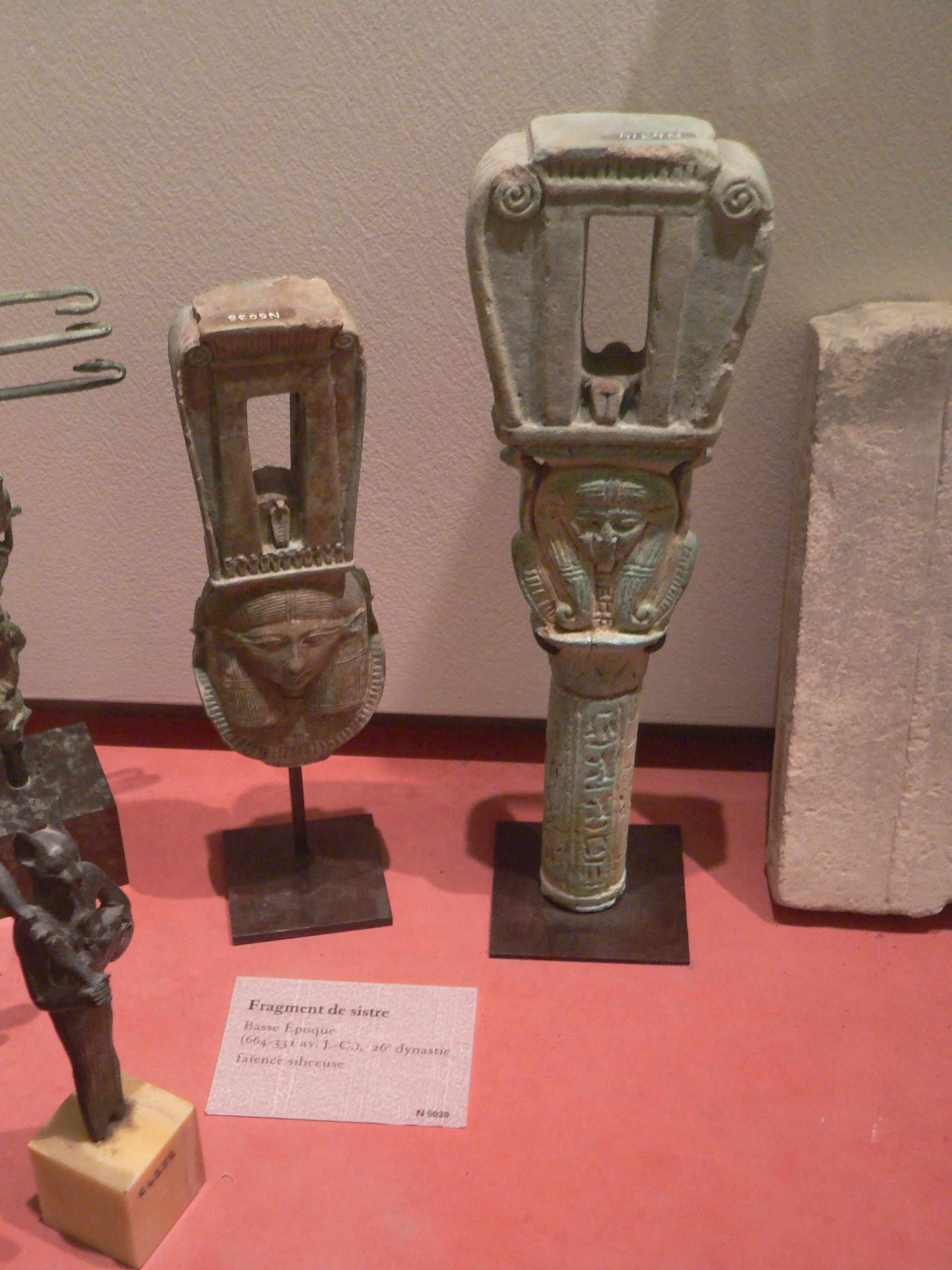
Коллекция систров в Лувре
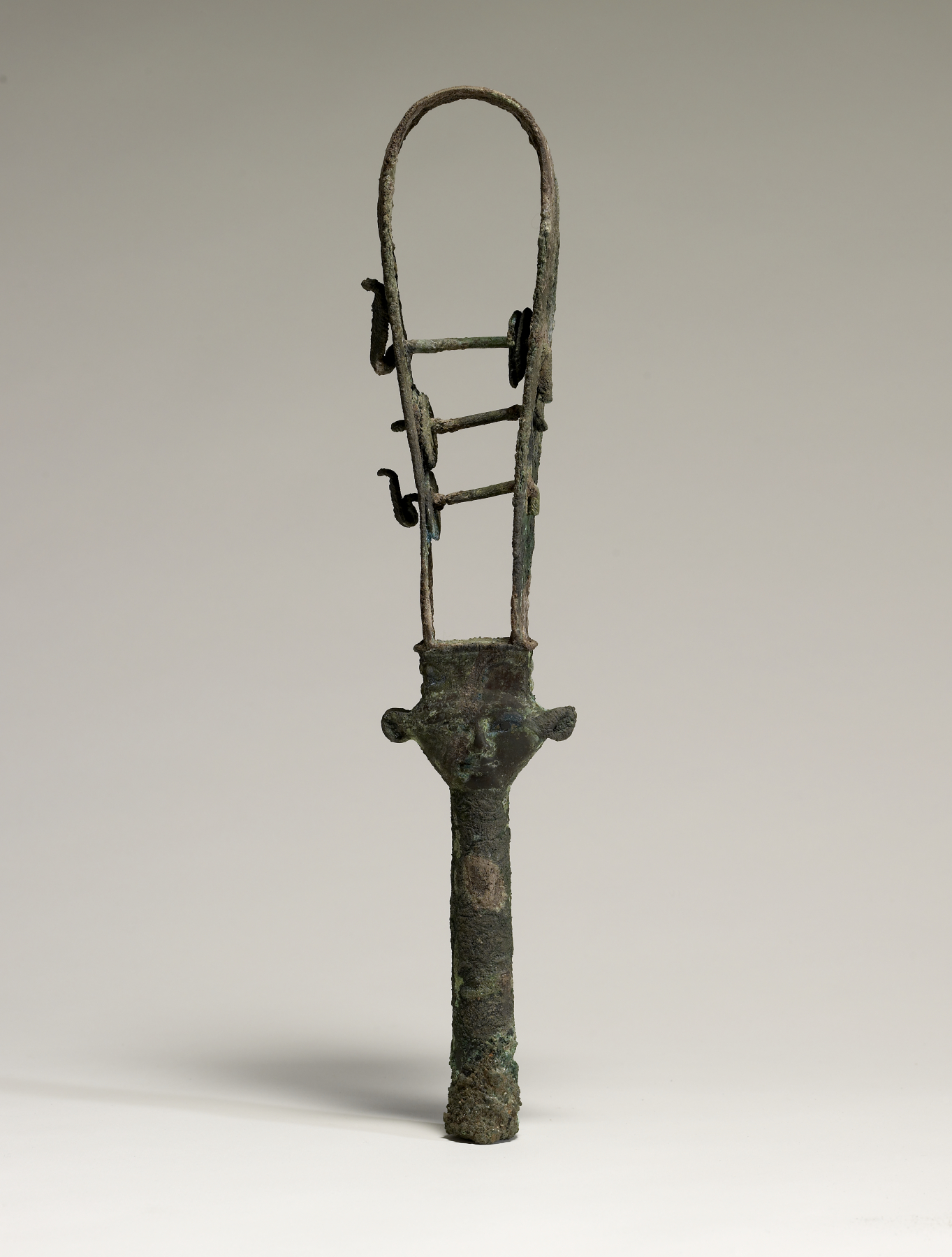
Из Художественного музея Уолтерса, 380–250 годы до н. э.
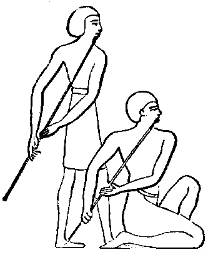
Древнеегипетская длинная флейта
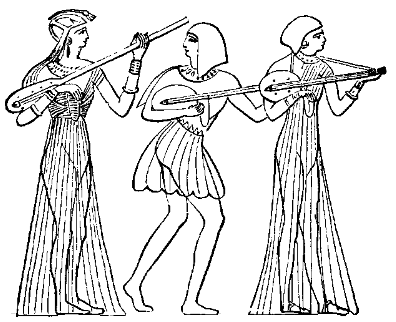
Древнеегипетские струнные инструменты
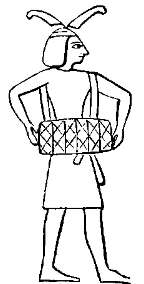
Двухсторонний барабан
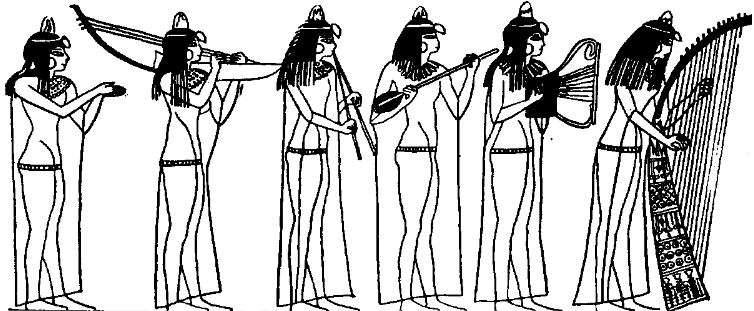
Древнеегипетская музыкальная группа
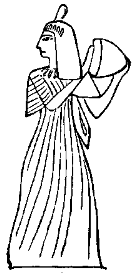
Женщина играет на барабане
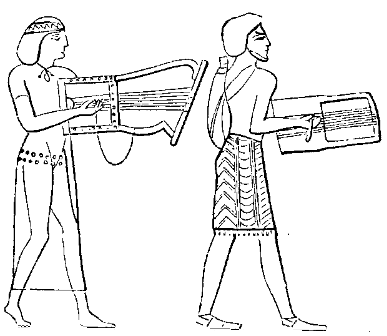
Египетская лира
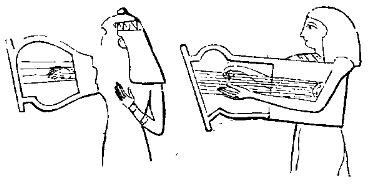
Поздний стиль египетской лиры

## Средневековье
С завоеванием Египта арабами в VII веке начинается арабизация египетской музыки. Появляются арабские музыкальные инструменты — уд, ребаб и другие, под влиянием арабской культуры развивается и теория музыки, в частности формируется общая для арабского мира система макам. Распространяются жанры светской арабской музыки, например касыда, мувашшах, таксим.
С покорением Египта Османской империей в 1517 году египетская музыка испытала влияние турецкой культуры, появляются инструментальные ансамбли Тахт. Ближе к XIX веку появляются развёрнутые вокальные композиции дор.

## Новое время

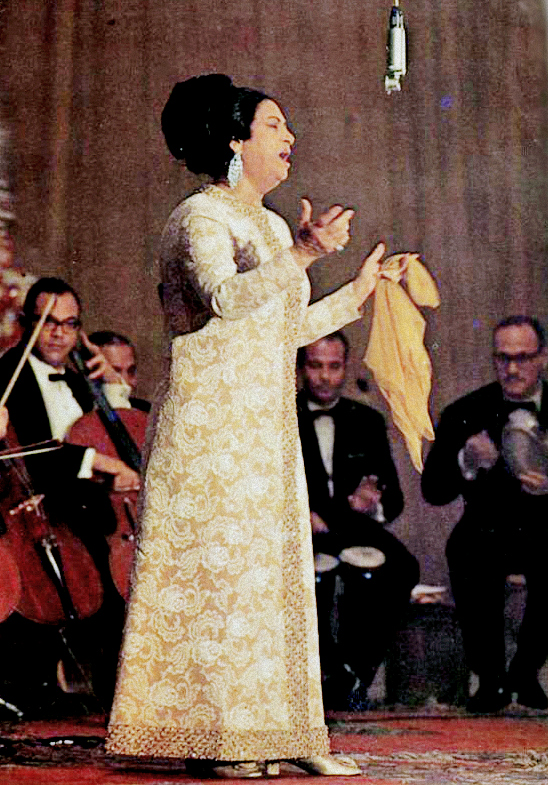
Умм Кульсум

В XIX веке в музыку Египта входят элементы европейской культуры. В 1869 году в Каире открыт первый в Африке оперный театр, где в 1871 году поставлена написанная по заказу египетского правительства опера Аида Дж. Верди. На рубеже XIX—XX веков с развитием концертной жизни возникают новые концертные жанры (Васла), а также арабская оперетта.

## XX—XXI века
В 1914 году в Каире основан музыкальный клуб, с 1929 года стал институтом восточной музыки. В 1930-х годах композитор Мухаммед Абд аль-Ваххаб составляет первые музыкальные кинофильмы с участием певицы Умм Кульсум, а в 1940—1950-х годах в Египте формируется профессиональная композиторская школа, в 1955 был основан союз профессиональных музыкантов, а в 1959 году в Каире открыта консерватория. Большое значение египетские музыканты уделяли изучению и сохранению традиционного наследия.

## Музыкальные исполнители

### Рок-музыка
Наиболее известными и популярными рок-группами Египта в начале XXI века были Cairokee и Wust El-Balad.

### Рэп
- Ахмед Мекки — наиболее известная фигура в египетском рэпе[2][3].